# Immeuble du 8 avenue de Verzy
L'immeuble du 8 avenue de Verzy est situé  Villa des Ternes dans le 17e arrondissement de Paris .

## Présentation
L'immeuble est construit sur un terrain correspondant aux nos  1, 3, 8, 10 et 12bis de l'avenue de Verzy acheté en 1911 par l'architecte Maurice Coulomb qui fait construire au no 8, en collaboration avec l'architecte Louis Chauvet, un immeuble de rapport de neuf étages à l'emplacement de deux pavillons, d'un jardin d'hiver et d'un atelier d'artiste.
L'ossature en béton armé avec remplissage de briques est recouverte de motifs de grès flammés créés par le céramiste Alexandre Bigot dont c'est la dernière œuvre. Ils protègent les façades et recouvrent les points forts du bâtiment : les bow-windows de la façade nord, la porte d'entrée et le balcon du cinquième étage par un décor de palmettes, rosettes et guirlandes dont les couleurs se sont un peu ternies.

Immeuble du 8 avenue de Verzy
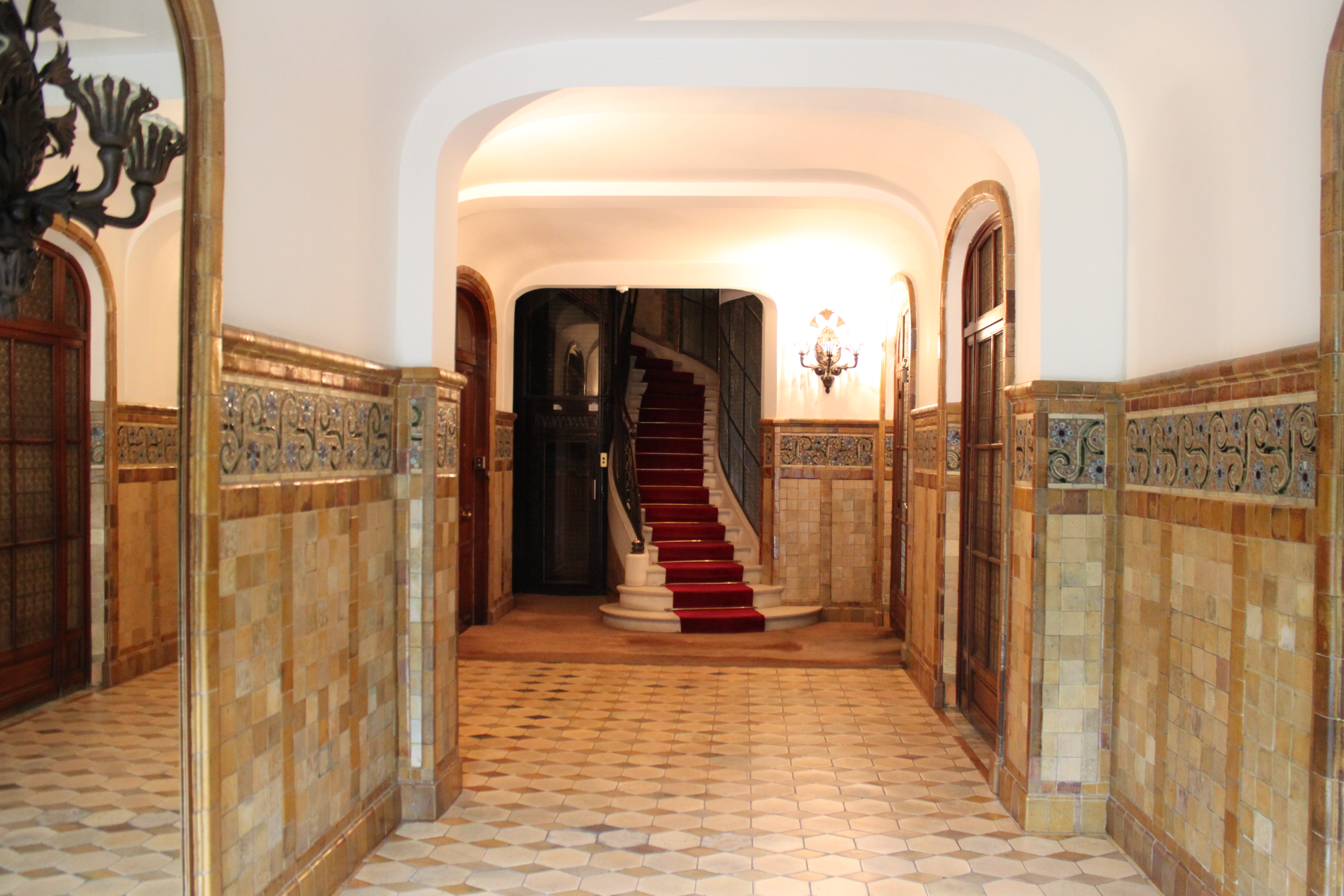
Vestibule
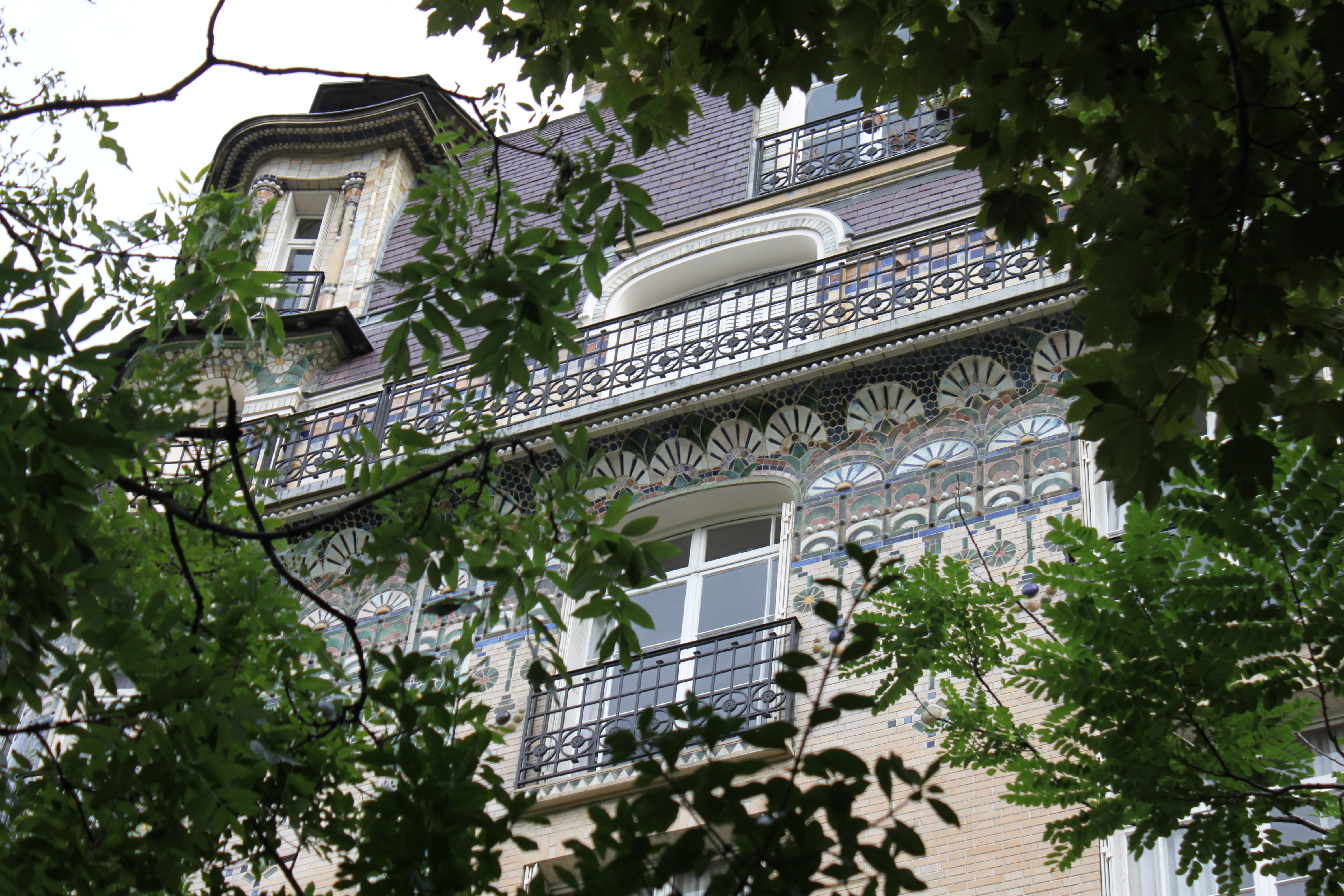
Haut de l'immeuble
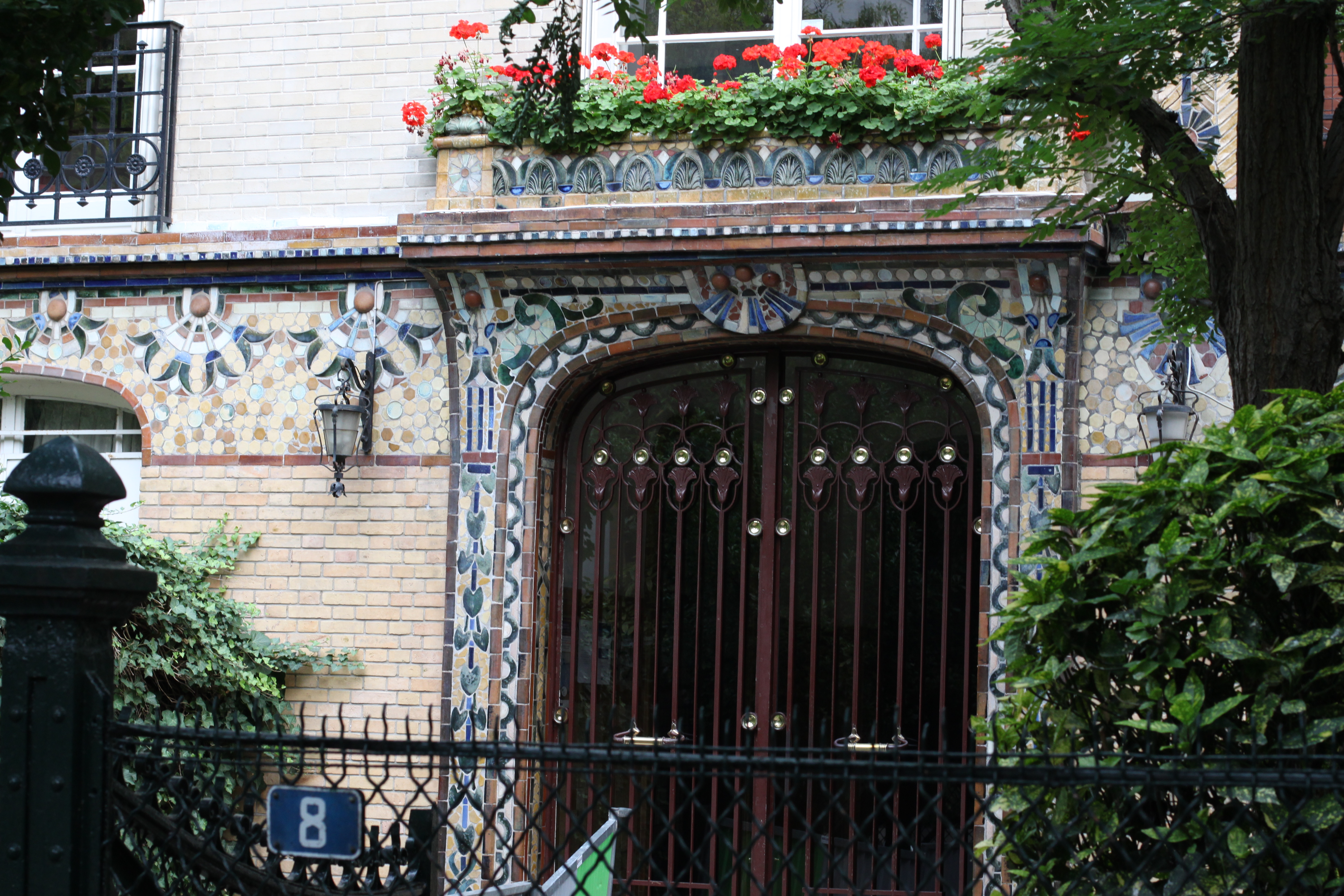
Porte